# 钓鱼岛石龙子
钓鱼岛石龙子（学名：Plestiodon takarai）为石龙子科石龙子属的爬行动物，分布于钓鱼岛及其附属岛屿（争议领土，日本称“尖阁诸岛”）。

## 保护
本种于2023年被收录入《有重要生态、科学、社会价值的陆生野生动物名录》。